# Marcelina Poncela
Marcelina Poncela Ontoria est une peintre espagnole née à Valladolid en 1864. Elle est morte à Quinto de Ebro, commune de l'Aragon en 1917.

## Biographie
Ses parents sont Ángel Poncela et Sotera Ontoria.
Elle étudie la peinture très jeune et, à quinze ans, elle obtient le prix Maestra de Primera Enseñanza en 1879.
En 1882, son père décède. Elle se rend alors à Madrid, chez sa tante paternelle, où elle étudie pour devenir professeure de l'École normale ou inspectrice.
De 1884 à 1891, elle intègre la Escuela Especial de Pintura, Escultura y Grabado de Madrid, qui devient quelques années plus tard les Beaux-Arts. Elle y rencontre ses professeurs Carlos Haes et Sebastián Gessa qui lui enseignent la peinture des paysages et de la nature, mais aussi Alejandro Ferrant pour l'aquarelle. Elle va jusqu'au bout de parcours et obtient des notes très bonnes.